# 庫勞拉烏帕齊拉
庫勞拉是孟加拉国吉大港縣的一个乌帕齐拉，位於錫爾赫特专区的毛爾維巴扎爾縣。

## 人口
據1991年孟加拉國人口普查，庫勞拉共有戶數58,883戶，人口339673人。其中男性佔比51.09%，女性佔比48.91%；成年人口171,346人。該地7歲以上人口之平均識字率為28.8%。